# Scottish Environment Protection Agency
La Scottish Environment Protection Agency, connue sous l'acronyme SEPA (en français : Agence écossaise de protection de l'environnement) est une autorité administrative indépendante (non-departmental public body, souvent appelé Quango) chargée d'élaborer et de faire respecter des règles de protection de l'environnement en Écosse. Elle a été créée par l'Environmental Act de 1995.  
Plus précisément, les missions de la SEPA sont les suivantes : 
- évaluer la qualité de l'environnement (air, eau, terre) ;
- accompagner les entreprises dans le respect des règlementations environnementales ;
- faire respecter les règlementations environnementales le cas échéant ;
- gérer les risques et les alertes d'inondations, d'accidents industriels et nucléaires ;
- conseiller le gouvernement écossais, par exemple dans le cadre du plan "0 déchet".

La SEPA a des moyens d'actions variés, pouvant dans de nombreux cas prononcer des sanctions ou transmettre les infractions les plus graves au ministère public en vue de poursuites pénales. Souvent, l'autorité se contente toutefois de dialoguer avec le contrevenant pour proposer des conseils.      